# Liu Jianjun
Liu Jianjun (n. 5 ianuarie 1969, Ningbo⁠(d), Republica Populară Chineză) este un jucător de badminton ce a reprezentat Republica Populară Chineză, medaliat olimpic. A participat la 1 ediție a Jocurilor Olimpice (1996) în care a câștigat 1 medalie de bronz.